# Подземелья и драконы: Честь среди воров
«Подземелья и драконы: Честь среди воров» (англ. Dungeons & Dragons: Honor Among Thieves) — американская фэнтезийная кинокомедия режиссёров Джонатана Голдштейна и Джона Фрэнсиса Дейли, основанная на сеттинге настольных ролевых игр Dungeons & Dragons. Действие сюжета разворачивается во вселенной Забытых королевств. Главные роли в фильме исполняют Крис Пайн и Мишель Родригес.
Мировая премьера кинокартины состоялась на фестивале популярных искусств South by Southwest 10 марта 2023 года, а 31 марта 2023 года компания Paramount Pictures выпустила фильм в США. Фильм получил положительные оценки критиков, многие называли его лучшей из экранизаций по Dungeons & Dragons.

## Сюжет
Эдгин Дарвис провёл годы, работая членом Арфистов, пока его жена Зия не была убита Красными магами по наводке на помеченное ими сокровище, прихваченное Дарвисом на задании. Сопровождаемый варваром Хольгой Килгор, Эдгин попытался начать новую жизнь для себя и своей дочери Киры, обратившись к воровству. В какой-то момент они заполучают Кулон-невидимку и дарят его Кире. Позже они создают команду с чародеем-любителем Саймоном Омаром и плутом Форджем Фицуильямом. Одна миссия привела к тому, что они проникли в бывшую крепость Арфистов, чтобы приобрести Скрижаль Воскрешения, которая позволила бы Эдгину воскресить свою жену, но новая знакомая Форджа, Софина, оказывается Красной магичкой, которая использовала взлом, чтобы украсть что-то еще из крепости. Саймону и Форджу удалось сбежать, но Эдгин и Хольга попали в плен.
Два года спустя они вдвоём сбегают из тюрьмы и узнают, что Фордж был опекуном Киры и стал лордом Невервинтера. При встрече Фордж обманывает Киру и утверждает, что Эдгин просто хотел разбогатеть, а не использовать Скрижаль для воскрешения матери Киры. При этом оказывается, что Фордж сотрудничает с Софиной и собирается провести давно позабытые в Невервинтере Игры Солнцеворота. Когда Фордж пытается казнить Эдгина и Хольгу, они сбегают и решают нанять новую команду, чтобы проникнуть в сокровищницу Невервинтера и забрать Скрижаль Воскрешения в качестве доказательства того, что Эдгин говорил правду. Они находят Саймона, чтобы использовать его магический опыт, а Саймон в свою очередь предлагает добавить в команду друида-тифлинга Дорик, способную превращаться в различных животных.
Превратившись в муху, Дорик проникает в замок Невервинтера и узнаёт, как защищена сокровищница. Но Софина вычисляет её, и Дорик приходится, превращаясь в различных животных, удирать из Невервинтера. Послушав отчёт Дорик, Саймон заявляет, что не сможет отключить печать на сокровищнице, разве что если чудом найдётся давно утерянный особый артефакт — Шлем размыкания. Хольга заявляет, что знает, как можно найти шлем, и ведёт остальных на старое кладбище, где похоронены воины из её народа. Саймон с помощью специального амулета воскрешает мертвецов, которые могут дать ответы на пять вопросов, после чего умирают окончательно. Послушав их рассказы, группа выходит на Зенка Йендара, паладина, выжившего в Тэе после того, как Красные маги захватили власть в стране, превратив её население в зомби. Зенк ведёт группу в подземный город, где он оставил реликвию. Саймон случайно разрушает мост через лавовую реку, после чего использует для переправы оказавшийся у Хольги Посох «здесь-и-там», позволяющий осуществлять телепортацию на короткие расстояния. Герои добывают Шлем, после чего сталкиваются с ассасинами-нежитью и красным драконом. С помощью смекалки Эдгина и магии Саймона они покидают подземелье, и Зенк уходит.
У Саймона не получается справиться со Шлемом, тогда Эдгин и Хольга предлагают новый план, согласно которому они используют Посох «здесь-и-там», чтобы телепортироваться внутрь сокровищницы. Они помещают в карету с ценностями картину, в которой заранее открыли портал. Но успешно доставленная в Невервинтер картина падает на пол порталом вниз, и проникнуть через неё становится невозможно. Дорик пытается пробить в раме щель, что пролезть в неё, обратившись червём. А Эдгин настаивает, чтобы Саймон вновь попытался совладать со Шлемом. Эдгин, Саймон и Хольга проникают в город с помощью иллюзии, созданной Саймоном. Пока Эдгин ищет Киру, а Хольга сражается с солдатами, Саймон всё-таки получает контроль над Шлемом и снимает печать с сокровищницы. Дорик, переместившись через портал в картине, оказывается не в сокровищнице, а на складе под ареной, откуда картины и прочие ценности грузят на корабль у городского причала; там её ловят солдаты Форджа. Софина с помощью магии захватывает Хольгу и Саймона, а затем, превратившись в Киру, – и Эдгина. Эдгин пытается убедить Форджа не убивать их, а допустить к участию в Играх Солнцеворота. Фордж отказывается, но Софина настаивает на этом.
Воссоединившись в плену и выслушав Дорик, герои понимают, что Форджу не нужна городская власть, он банально хочет ограбить Невервинтер и уйти с сокровищами на корабле. При этом Саймон задаётся вопросом о планах Софины. Дорик и Саймон обнаруживают на своих запястьях антимагические браслеты. Когда начинаются Игры, Дорик удачно лишается браслета, что позволяет ей вместе с друзьями покинуть Игры. Пробравшийсь на склад под ареной, они находят своё оружие и ключ от браслета Саймона. Фордж и Кира встречают их на корабле, набитом сокровищами, включая и скрижаль воскрешения. Эдгину и Хольге удаётся убедить Киру в правдивости его отца, она идёт к ним, но Фордж хватает её и угрожает убить, чем раскрывает себя перед ней. Хольге удаётся освободить Киру, они все вместе отплывают на корабле, а Саймон вызывает цунами и обезвреживает Форджа.
Видя в небе странные явления, герои понимают, что Софина хочет провести в Невервинтере древний некромантский ритуал аналогично событиям в Тэе и зомбифицировать плотно набившихся на стадион людей. Эдгин решает, что они должны вернуться и спасти людей, используя Посох «здесь-и-там», чтобы перенести украденные сокровища Форджа с корабля и распространить по городу, тем самым выманив людей со стадиона. Возмущённая поражением, Софина нападает на группу, оживляя статую дракона. В процессе Саймону удаётся овладеть своей магией. Попытка Софины использовать заклинание остановки времени терпит неудачу, когда Саймон отражает заклинание, позволяя Кире под защитой Кулона-невидимки надеть на Софину антимагический браслет, и затем Дорик, превратившись в медвесыча, убивает Софину. Выясняется, что Хольга была смертельно ранена в битве клинком Красных магов и магически излечить её невозможно. Поняв, что именно Хольга была для Киры матерью, а также вспомнив слова Зии о том, что нужно "не ловить, а просто отпустить", Эдгин возвращает Хольгу к жизни скрижалью воскрешения.
Очнувшийся от чар Софины прежний Лорд Невервинтера объявляет команду героями королевства, а Фордж, пойманный Зенком, отправлен в ту же тюрьму, откуда началась эта история.

## В ролях
- Крис Пайн — Эдгин Дарвис, бард
- Мишель Родригес — Хольга Килгор, варвар
- Реге-Жан Пейдж — Зенк Йендар, паладин
  - Райлан Джексон — Зенк в детстве
- Джастис Смит — Саймон Аумар, полуэльф, чародей
- София Лиллис — Дорик, тифлинг, друид
- Хью Грант — Фордж Фицуильям, плут
  - Райли Нейли-Ладж — Фордж в детстве
- Хлоя Коулман[англ.] — Кира Дарвис, дочь Эдгина
  - София Нелл Хантли — Кира в раннем детстве
- Дэйзи Хэд — Софина, Красная волшебница Тэя
- Джейсон Вонг — Дралас, Красный волшебник Тэя
- Брэдли Купер — Марламин, полурослик, бывший муж Хольги
- Иэн Ханмор — Сзасс Тэм[англ.], Красный волшебник, лич и правитель Тэя
- Джорджия Ландерс — Зия Дарвис, жена Эдгина

Николас Блэйн, Брайан Ларкин, Сара Аманкуан и Клейтон Гровер сыграли соответственно советника Андертона, драконорождённого советника Нориксиуса, баронессу-полурослика Торбо и советника-ааракокру Джарнатана, рассматривающих в начале фильма дело об освобождении Эдгина и Хольги, а в финале отказавших в освобождении Форджу.
Эдгар Абрам, Имер Макдейд, Люк Беннетт, Шеймус О’Хара, Тревор Кейнсуоран и Му Сасегбон исполнили камео-роли соответственно Хэнка, Шилы, Бобби, Престо, Эрика и Дайаны, персонажей мультесериала «Подземелье драконов» 1983—1985 годов, появившихся в качестве участников игр.

## Производство

### Разработка
7 мая 2013 года компании Warner Bros и Sweetpea Entertainment заявили о начале работы над экранизации ролевой игры Dungeons & Dragons Два дня спустя Hasbro подала иск, в котором говорилось, что компания совместно с Universal Pictures привлекла Криса Моргана в качестве сценариста и режиссёра. 3 августа 2015 года, в то время как окружной судья Долли Джи призвала компании Sweetpea Entertainment и Hasbro урегулировать спор о правах, фильм Warner Bros уже находился на стадии пре-продакшн. 31 марта 2016 года Роб Леттерман вёл переговоры об экранизации сценария написанного Джонсоном-Макголдриком, который 13 мая 2016 года был утверждён как сценарист будущего фильма. В декабре 2017 года права на будущий фильм перешли к компаниям Paramount Pictures, Sweetpea Entertainment и Allspark, дата премьеры была намечена на 23 июля 2021 года. В том же году Джо Манганьелло, страстный поклонник ролевой игры, взял на себя задачу оживить процесс экранизации. Актёр сообщил, что вёл переговоры о правах на создание фильма и должен был написать сценарий совместно с Джоном Касселем.
В марте 2019 года стало известно, что Майкл Джиллио закончил переписывать сценарий Джонсона-Макголдрика, и руководители студии одобрили этот вариант сценария. Студия начала подбор актёров. 30 июля 2019 года Джонатан Голдштейн и Джон Фрэнсис Дейли были утверждены в качестве режиссёров будущего фильма. К январю 2020 года дуэт кинематографистов объявил, что они написали в соавторстве новый проект сценария. 6 мая 2020 года было объявлено, что Голдштейн и Дейли напишут сценарий к будущему фильму.
27 июня 2016 года Ансель Эльгорт вёл переговоры о роли в фильме, режиссёром которого должен был стать Леттерман. В декабре 2020 года Крис Пайн получил главную роль в фильме Мишель Родригес, Реге-Жан Пейдж и Джастис Смит присоединились к проекту в феврале 2021 года В марте к ним присоединятся Хью Грант и София Лиллис, а в следующем месяце стало известно, что Хью Грант сыграет в фильме антагониста. В апреле к актёрскому составу присоединилась Хлоя Коулман. В мае к актёрскому составу присоединились Джейсон Вонг и Дэйзи Хэд.

### Съёмки
Съёмки начались в начале апреля 2021 года, съёмочная группа в Исландии насчитывала 60-70 человек. Основные съёмки начались в Белфасте, Северной Ирландии в конце апреля. Режиссер Джон Фрэнсис Дэйли объявил, что съёмки завершились 19 августа 2021 года.

## Релиз
Первоначально премьера фильма должна была состояться 23 июля 2021 года, но впоследствии дату перенесли на 19 ноября 2021 года, хотя первоначально в этот день собирались выпустить фильм «Миссия невыполнима 7», а затем снова перенесена, уже на 27 мая 2022 года из-за пандемии COVID-19 В апреле 2021 года дата выпуска была перенесена на 31 марта 2023 года.
21 июля 2022 года был выпущен тизер-трейлер фильма, а 23 января 2023 года — новый трейлер.

## Отзывы и оценки
Фильм получил почти исключительно положительные отзывы в прессе. По данным агрегатора Rotten Tomatoes, 
91 % из 313 обзоров были положительными, со средней оценкой 7.4 из 10. Сайт обобщает мнения критиков так: «Заразительно позитивная комедия с надёжным эмоциональным стержнем предлагает увлекательную фантазию и приключения даже тем, кто не отличает HP от OP». По данным Metacritic, средняя оценка составила 7,2 из 10. В российской прессе фильм также получил положительные отзывы.
По итогам года многие издания включили фильм в свои списки лучших фильмов года, в том числе Collider, Empire, Time Out, Vulture, «Кинопоиск». Журнал «Мир фантастики» назвал «Честь среди воров» лучшим фантастическим/фэнтези-фильмом года.  Картина также получила премию Dragon как лучший фантастический фильм года и выиграла в опросе сайта «Фантлаб» на лучший фантастический фильм 2023 года.

## Будущее
В феврале 2022 года стало известно, что в разработке находится телесериал спин-офф. Являясь частью «многостороннего подхода» к телевизионным проектам, сериал описывается как «флагманский» и «краеугольный» live-action сериал, из множества проектов, находящихся в разработке; в то же время сериал будет «дополнять» кинематографическую часть франшизы. Роусон Маршалл Тёрбер выступит создателем, сценаристом, исполнительным продюсером и шоураннером сериала, а также режиссёром пилотного эпизода. Проект будет совместным производством кинокомпаний eOne и Hasbro. Несколько телевизионных сетей и стриминговых компаний претендуют на права распространения будущего сериала.
В интервью для Polygon в апреле 2023 года о возможности сиквела фильма Дейли заявил, что «когда мы брались за этот фильм, в наши намерения никогда не входило создание франшизы». Голдштейн прокомментировал, что они, скорее всего, продолжат работу с персонажами, созданными в фильме, если вернутся в мир D&D — «зрители их знают, и вы сможете быстрее перейти к сюжету. И очевидно, что мы очень любим и актёров, и роли, которые они играют. Но мы бы хотели также ввести несколько новых персонажей».
В июле 2023 года генеральный директор Paramount Pictures Брайан Роббинс заявил в интервью Variety, что сиквел всё ещё может быть снят, но при условии, что он будет снят с меньшим бюджетом из-за низких кассовых сборов первого фильма.